# Giovanni Ricordi
Giovanni Ricordi (Milano, 3 marzo 1785 – Milano, 15 marzo 1853) è stato un editore musicale italiano, fondatore di Casa Ricordi.

## Biografia
Figlio di Giovanni Battista, vetraio, e di Angiola de Medici, fece studi musicali. Per un periodo di tempo limitato fu primo violino e direttore d'orchestra del piccolo teatro di marionette Fiando di Milano.
Nel 1803 impiantò una copisteria a Milano lavorando con il Teatro Carcano, aperto nello stesso anno, e con il Teatro Lentasio. Nel 1807 a Lipsia studiò presso la Breitkopf & Härtel le tecniche di incisione e stampa, riportando a Milano un torchio calcografico.
All'attività di copista affiancò nel 1808 quella di editore musicale, dapprima in società con Felice Festa per la pubblicazione di un periodico musicale, il Giornale di musica vocale italiana, poi, in seguito allo scioglimento della società, da solo. La copisteria produceva copie manoscritte di melodrammi che concedeva a noleggio alle imprese teatrali. In questi anni iniziò ad acquisire archivi di manoscritti già esistenti da teatri e copisti, aggiungendo nei contratti una clausola secondo la quale, al termine delle rappresentazioni di un'opera, il materiale di esecuzione di cui aveva eseguito la copia rimaneva di sua proprietà. Si costruì progressivamente un ricco catalogo di spartiti, che costituirà il primo repertorio di Casa Ricordi.
Questa pratica mutò radicalmente il mercato dell'editoria musicale, garantendo ai compositori ricavi non solo per la consegna della composizione ma anche per le rappresentazioni successive. Nel 1825 Ricodi acquistò il fondo dei manoscritti del Teatro alla Scala. Per far circolare le opere nei teatri iniziò a produrne copie manoscritte destinate al noleggio. Ad esso affiancò la vendita delle riduzioni per canto e pianoforte, per pianoforte solo e per vari complessi strumentali.
Grazie alle nuove tecniche della litografia e calcografia, riuscì a ridurre i costi e aumentare le tirature. Infine con l'impiego di formati ridotti, carta di seconda o terza qualità, nonché le chiavi moderne per le parti vocali, iniziò a pubblicare anche edizioni economiche.
Nel 1850 affittò - per farne sede del proprio negozio - il Casino dei Nobili, l'edificio che affianca la facciata del Teatro alla Scala oggi noto come Casino Ricordi.
Quando Giovanni Ricordi morì nel 1853, il catalogo dell'editore contava 25 000 pezzi.
La direzione della società passò al figlio Tito I Ricordi.